# Sisapo
Sisapo és una antiga ciutat romana ubicada a la pedania de La Bienvenida del municipi d'Almodóvar del Campo a la província de Ciudad Real a Castella-La Manxa. Es troba dins la zona de l'Oretània romana.
Tradicionalment s'havia identificat Sisapo amb la propera ciutat minera de cinabri d'Almadén. Abans de l'època romana del segle segle vii aC al segle iii aC, era un centre d'influència de la civilització de Tartessos

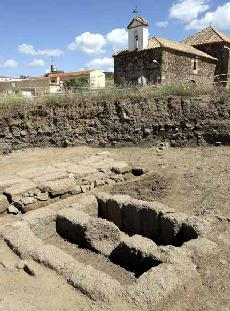
Restes de la necròpolis visigoda.

La fase d'ocupació romana començà els segles i-ii aC, i es va dedicar a l'explotació de les mines properes a través de la societat Socii Sisaponensis, segons l'epigrafia trobada.